# Carlos Hayre
Carlos Humberto Hayre Ramírez (Barranco,  29 de junio de 1932 - Lima, 19 de julio de 2012) fue un compositor y virtuoso guitarrista peruano.

## Biografía
Carlos Hayre nació en Barranco en el año de 1932.[cita requerida] Luego de cuatro años se muda a Surquillo y luego a La Victoria.[cita requerida] Aprendió a tocar de oído, palomillando con unos amigos, reuniéndose en las tardes y en las noches. Más adelante estudió guitarra clásica, que le serviría para aplicar las técnicas en la música popular. Luego estudia con el maestro Víctor Toledo Burgos en la calle Chalaco del Rímac
Trabajó en Industrial Sono Radio como contrabajista y es aquí donde conoce a la también compositora y cantante Alicia Maguiña, con quien trabajó por muchos años en la creación de un nuevo estilo para la música criolla, creando una escuela que ha sido continuada por otros intérpretes y compositores; además ellos estuvieron casados por 25 años (1969 - 1994). Luego de la disolución de su matrimonio, decidió radicar en Nueva York, EE. UU., desde 1996, hasta que hace un tiempo regresó a su patria el Perú, donde fue objeto de una serie de homenajes.
Su carrera como guitarrista se inició a comienzo de los sesenta. Fue seguidor de la corriente armónica, introducida en el piano por Lorenzo Humberto Sotomayor en los cuarenta. En esta línea se convirtió en el mayor innovador dentro de la música criolla.
En sus composiciones introdujo armonías y arreglos modernos de jazz y bossa nova, y el uso del cajón en los valses criollos. También destaca por ser un músico multifacético ya que tiene dominio sobre otros instrumentos como la mandolina.

### Canciones
Ha compuesto muchas canciones incluyendo valses, marineras, huaynos, mulizas, etc. También compuso a dueto con Manuel Acosta Ojeda una treintena de canciones entre las más conocidas " Adiós y sombras", " Siempre" " Triste ausencia " y tiene más de 80 álbumes así como las de la obra musical para la puesta en escena de "Matalaché".
- Despertar.
- Miraflorina.(Letra de Gastón Arteaga y música de Carlos Hayre)
- Isabel.(Letra de Germán Valdivia y música de Carlos Hayre)
- Siempre.(Letra de Manuel Acosta Ojeda y música de Carlos Hayre)
- Tu vida y la mía.
- Za, za, za.(Festejo)
- Zoila.(Letra de Germán Valdivia y música de Carlos Hayre)
- Cimarrones. 1982 película de Carlos Ferrand (30 minutos), documental sobre la esclavitud en Perú /  (composición musical)